# 38 Armia (ZSRR)
38 Armia (ros. 38-я армия) – związek operacyjny Armii Czerwonej, który brał udział w działaniach II wojny światowej.

## Historia
Powstała 4 sierpnia 1941 na mocy dyrektywy Sztabu Generalnego Armii Czerwonej z 22 lipca 1941 w składzie Frontu Południowo-Zachodniego. Dowództwo 38 Armii zostało sformowane na bazie sztabu 8 Korpusu Zmechanizowanego. Uczestniczyła w bitwie kurskiej (5 lipca - 23 sierpnia 1943) w czasie której dowództwo frontu tworzyli następujący oficerowie: dowódca Nikandr Czibisow, szef sztabu A. Pilipienko, członkowie rady wojennej I. Rybiński i Z. Olejnik oraz szef zarządu politycznego 
P. Usow.
Następnie, będąc w składzie wojsk 1 Frontu Ukraińskiego uczestniczyła w walkach na ziemiach polskich w ramach operacji lwowsko-sandomierskiej. Dowodzona była przez gen. płk Kiriłła Moskalenkę. Funkcję szefa sztabu pełnił gen. mjr W. Worobiew. Na jej wyposażeniu 19 czerwca 1944 było: 1840 dział, 312 czołgów, 144 wyrzutnie M-31 i 48 M-13. 
Jesienią 1944 włączona w skład wojsk 4 Frontu Ukraińskiego. W czasie operacji wiślańsko-odrzańskiej rozpoczętej 12 stycznia 1945 nacierała z rejonu Jasła w kierunku Bielska-Białej. Po wojnie brała udział w tłumieniu powstania węgierskiego w 1956 roku.

## Dowódcy armii
- gen. por. Dmitrij Riabyszew (sierpień 1941)[5],
- gen. mjr Nikołaj Fieklenko (18 sierpień[6]–wrzesień 1941),
- gen. mjr Wiktor Cyganow (17 wrzesień[7]–grudzień 1941),
- gen. mjr Aleksiej Masłow (grudzień 1941 – luty 1942),
- gen. mjr Gawrył Szierstiuk (luty–marzec 1942)
- gen. mjr Kiriłł Moskalenko (marzec–lipiec 1942)
- gen. por. Nikandr Czibisow (sierpień 1942 – grudzień 1943);
- gen. płk Kiriłł Moskalenko (październik 1943 – do końca wojny);
- gen. por. Władlen Kolesow (1977–1979).

## Struktura organizacyjna
1941
- 47 Dywizja Górska
- 169 Dywizja Strzelecka
- 199 Dywizja Strzelecka
- 300 Dywizja Strzelecka
- 304 Dywizja Strzelecka
- oddziały armijne.

1944
- 52 Korpus Piechoty
- 67 Korpus Piechoty
- 101 Korpus Piechoty[8]

w 1990
w składzie Przykarpackiego Okręgu Wojskowego
- 70 Dywizja Zmechanizowana
- 128 Dywizja Zmechanizowana
- 287 Dywizja Zmechanizowana
- 233 Brygada Rakiet Przeciwlotniczych
- 222 Brygada Inżynieryjna
- 87 Brygada Zaopatrzenia
- 89 Brygada Zaopatrzenia
- 188 pułk łączności
- 488 pułk śmigłowców bojowych
- 135 pułk inżynieryjny
- 312 pułk inżynieryjny
- 163 pułk radiotechniczny